# The Twelve Days of Christmas (téléfilm)
Pour plus de détails, voir Fiche technique et Distribution.
The Twelve Days of Christmas est un téléfilm de Noël d'animation américain réalisé par Masaki Īzuka et sorti en 1993.

## Fiche technique
- Titre original : The Twelve Days of Christmas
- Réalisation : Masaki Īzuka
- Scénario : Romeo Muller et Glenn Leopold
- Photographie :
- Montage : Makoto Arai
- Musique : Ralph Kelsey, Bill Lacey, Loren Toolajian et Michael Ungar
- Costumes :
- Décors :
- Animation : Tameo Kohanawa, Tsuguyuki Kubo, Minoru Nishida, Itaru Saitō
- Producteur : Masaki Īzuka
  - Producteur délégué : Bert Stratford
  - Producteur superviseur : Lee Dannacher
- Sociétés de production : Muller-Startford Productions et Pacific Animation Corporation
- Sociétés de distribution : NBC
- Pays d'origine :  États-Unis
- Langue originale : anglais
- Format : couleur
- Genre : Animation
- Durée : 22 minutes
- Dates de sortie : 
  - États-Unis : 3 décembre 1993

## Distribution
- Phil Hartman : Hollyberry
- James Carter Cathcart : le messager
- John Crenshaw
- Merwin Goldsmith
- Earl Hammond : le roi
- Larry Kenney : Sir Carolboomer
- Donna Vivino : Princesse Silverbell